# Jarales (Nuevo México)
Jarales es un lugar designado por el censo ubicado en el condado de Valencia en el estado estadounidense de Nuevo México. En el Censo de 2010 tenía una población de 2475 habitantes y una densidad poblacional de 110,03 personas por km².

## Geografía
Jarales se encuentra ubicado en las coordenadas 34°36′56″N 106°45′39″O / 34.61556, -106.76083. Según la Oficina del Censo de los Estados Unidos, Jarales tiene una superficie total de 22.49 km², de la cual 22.49 km² corresponden a tierra firme y (0.01%) 0 km² es agua.

## Demografía
Según el censo de 2010, había 2475 personas residiendo en Jarales. La densidad de población era de 110,03 hab./km². De los 2475 habitantes, Jarales estaba compuesto por el 80.85% blancos, el 1.01% eran afroamericanos, el 1.25% eran amerindios, el 0.16% eran asiáticos, el 0% eran isleños del Pacífico, el 14.22% eran de otras razas y el 2.51% pertenecían a dos o más razas. Del total de la población el 69.01% eran hispanos o latinos de cualquier raza.